# Didda Jónsdóttir
Didda Jónsdóttir (Sigurlaug Didda Jónsdóttir), née le 29 novembre 1964, est une poétesse et actrice islandaise,. Elle est également chanteuse dans le groupe de rock Minä Rakastan Sinua.

## Biographie
Au cinéma, Didda Jónsdóttir joue dans quatre films sous la direction de Sólveig Anspach.
Elle débute en 2003 avec le film Stormy Weather ; avec Élodie Bouchez, elle partage alors un jeu d'actrice intériorisé. Le film est dans la sélection Un certain regard du Festival de Cannes 2003, en partie grâce aux « rôles bouleversants » des deux interprètes principales.
Dans Skrapp út, en 2008, Didda Jónsdóttir tient le rôle principal, celui d'une femme lancée dans une course chaotique pour vendre son commerce de marijuana, avec l'objectif de quitter Reykjavik,. Autant Stormy Weather était sobre, autant ce film-ci est loufoque, porté par la personnalité de l'actrice.
Après ses deux premiers films tournés en Islande, Didda Jónsdóttir joue dans Queen of Montreuil et L'Effet aquatique en France, en Seine-Saint-Denis (où Sólveig Anspach est installée), avec comme partenaire principale Florence Loiret Caille,. Dans ces films, sa présence est jugée « impressionnante » (adjectif déjà utilisé par les critiques pour Skrapp út).

## Filmographie
- 2003 : Stormy Weather de Sólveig Anspach : Loa
- 2008 : Skrapp út de Sólveig Anspach : Anna
- 2012 : Queen of Montreuil de Sólveig Anspach : Anna
- 2016 : L'Effet aquatique de Sólveig Anspach : Anna
- 2018 : Les Vautours (Vargur)